# Imola
Imola är en stad och kommun i storstadsregionen Bologna, före 2015 i provinsen Bologna, i regionen Emilia-Romagna i Italien. Kommunen hade 69 332 invånare (2022).
I Imola finns racerbanan Autodromo Enzo e Dino Ferrari (Autodromo di Imola) på vilken bland annat San Marinos Grand Prix tidigare körts.